# Teatro Universitário do Porto
O Teatro Universitário do Porto (TUP) foi criado em 1948 por um grupo de estudantes da Universidade do Porto sob a direcção de Hernâni Monteiro, professor da Faculdade de Medicina da Universidade do Porto.
Pelo seu carácter não profissional e universitário, o TUP voltou-se para a experimentação dramática tornando-se um veículo privilegiado de cultura dramática. Realizando encenações colectivas e apresentando textos dramáticos de autores inéditos em Portugal, participou já em diferentes festivais internacionais.
O TUP é reconhecido pelo seu inegável contributo para o nascimento do teatro independente no Porto. Actualmente, continua a apostar num trabalho de qualidade, nas suas escolhas de textos dramáticos, de encenações e na formação dos seus elementos, realizando regularmente cursos e workshops de teatro.